# Gojsc
Gojsc is een plaats in het Poolse district  Pajęczański, woiwodschap Łódź. De plaats maakt deel uit van de gemeente Nowa Brzeźnica en telt 142 inwoners.